# Molly's Game
Molly's Game (Apuesta maestra en Hispanoamérica) es una película estadounidense de drama y crimen escrita y dirigida por Aaron Sorkin (en su debut como director), basada en las memorias Molly's Game, de Molly Bloom. Está protagonizada por Jessica Chastain, Idris Elba, Kevin Costner, Michael Cera, Brian d'Arcy James, Chris O'Dowd, Bill Camp, Graham Greene, Claire Rankin, Joe Keery y Jeremy Strong. La película sigue a Bloom (Chastain), quien se convierte en el objetivo de una investigación del FBI sobre el imperio subterráneo del póker que ella dirige para celebridades de Hollywood, atletas, magnates de negocios y la mafia rusa.
La película se estrenó el 8 de septiembre de 2017 en el Festival Internacional de Cine de Toronto, y tuvo un estreno limitado en cines en los Estados Unidos el 25 de diciembre de 2017, por STXfilms, antes de expandirse ampliamente el 5 de enero de 2018. Molly's Game recibió críticas positivas, elogios por el guion de Sorkin y las actuaciones de Elba y Chastain, de las cuales fue considerada como la mejor de su carrera por algunos críticos. En los 75° Premios Globos de Oro recibió dos nominaciones, a Mejor guion y Mejor actriz de drama para Chastain. Sorkin también obtuvo nominaciones por su guion en los Óscar, Premios WGA y BAFTA.

## Elenco y personajes
- Jessica Chastain como Molly Bloom.
  - Samantha Isler como una adolescente  Molly.
  - Piper Howell como Molly de 7 años.
- Idris Elba como Charlie Jaffey, el abogado de Molly.
- Kevin Costner como Larry Bloom, el padre de Molly y un psicólogo clínico.
- Michael Cera como Player X, un personaje compuesto de Leonardo DiCaprio, Tobey Maguire, Ben Affleck, y otros jugadores de póquer famosos de la vida real.[8]
- Brian d'Arcy James como Brad, administrador de fondos de cobertura.
- Chris O'Dowd como Douglas Downey, el hombre que presenta a Molly a la mafia rusa y los trae a la mesa.
- J. C. MacKenzie como Harrison Wellstone.
- Bill Camp como Harlan Eustice.
- Graham Greene como el juez Foxman.
- Jeremy Strong como Dean Keith, el agente de bienes raíces que trae a Molly al mundo del póker.
- Matthew D. Matteo como Bobby.
- Joe Keery como Cole.
- Natalie Krill como Winston.
- Claire Rankin como Charlene Bloom, la madre de Molly y la esposa de Larry.
- Madison McKinley como Shelby.
- Khalid Klein como Neal.
- Victor Serfaty como Diego.
- Jon Bass[9] como Shelly Habib.

## Producción

### Desarrollo

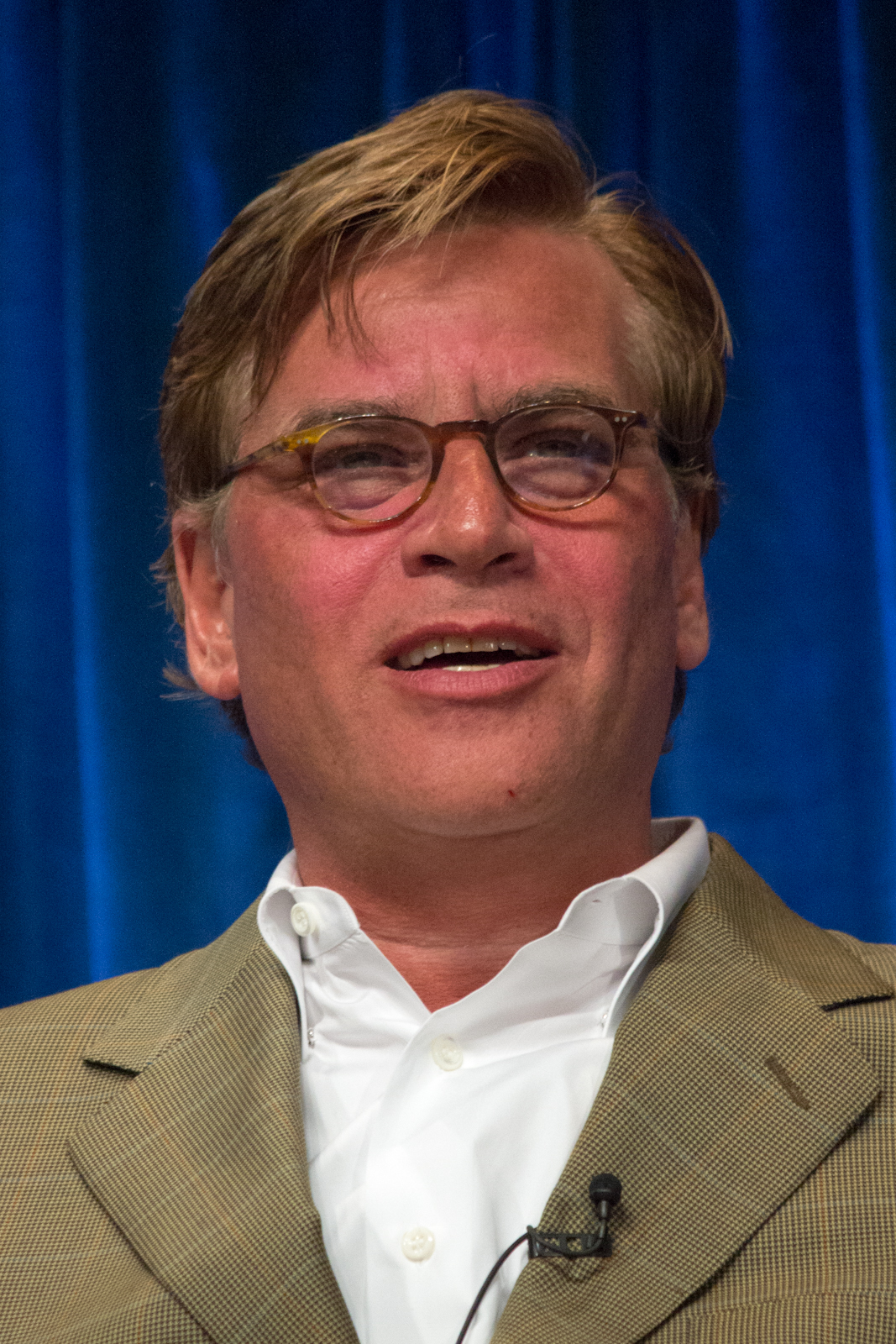
Aaron Sorkin hizo su debut como director con esta película

El 12 de noviembre de 2014, Mark Gordon de The Mark Gordon Company compró los derechos de adaptación cinematográfica de la novela de Molly Bloom Molly's Game, con Gordon como productor. Aaron Sorkin fue contratado para adaptar la novela a un guion. Bloom se había acercado a Sorkin, ya que él era su "escritor favorito". El 7 de enero de 2016, se anunció que Sorkin haría su debut como director en la película, para Sony Pictures Entertainment, mientras que Amy Pascal también sería productora. El 18 de febrero de 2016, Sony abandonó el proyecto, y el 13 de mayo de 2016, STX Entertainment compró los derechos de distribución de la película en los Estados Unidos y China por $9 millones de dólares.

### Casting
El 18 de febrero de 2016, Sorkin le ofreció a Jessica Chastain el papel principal en la película, pero las negociaciones entre ellos aún no habían comenzado. El 6 de mayo de 2016, Idris Elba se unió a la película junto a Chastain. Sorkin afirmó que "el casting de Jessica e Idris en los dos papeles principales es el sueño de cualquier cineasta hecho realidad, son dos de los mejores actores de su generación, emparejados por primera vez, y su química será eléctrica." El 7 de septiembre de 2016, Michael Cera se unió al elenco como el Jugador X, un jugador de póker famoso. El 17 de octubre de 2016, Kevin Costner se unió al reparto como el padre de Molly Bloom, y el 21 de octubre de 2016, Brian d'Arcy James también fue elegido para formar parte del elenco. El 9 de noviembre de 2016, Chris O'Dowd, Jeremy Strong, Bill Camp, y Graham Greene también se unieron al elenco.

### Rodaje
La fotografía principal comenzó el 9 de noviembre de 2016 en Toronto y concluyó el 9 de febrero de 2017.

## Lanzamiento
Molly's Game se estrenó el 8 de septiembre de 2017 en el  Festival Internacional de Cine de Toronto. También fue la película de cierre en el AFI Fest el 16 de noviembre de 2017, reemplazando a Todo el dinero del mundo.
Comenzó un lanzamiento limitado en América del Norte el 25 de diciembre de 2017, antes de expandirse ampliamente el 5 de enero de 2018. La película estaba programada para estrenarse el 22 de noviembre de 2017, antes de ser trasladada a la fecha de Navidad en octubre de 2017.

## Recepción

### Taquilla
Molly's Game recaudó $28.8 millones de dólares en los Estados Unidos y Canadá, y $30.5 millones en otros territorios, para un total mundial de $59.3 millones de dólares.
El día de Navidad, la película debutó con $1.04 millones en 271 cines de Estados Unidos. En su primer fin de semana recaudó $2.3 millones, terminando decimotercera en la taquilla. La película se amplió el 5 de enero de 2018, junto con la apertura de Insidious: The Last Key, y se proyectó que recaudaría alrededor de $6 millones en 1.608 cines en su fin de semana de estreno. Terminó debutando con $6.9 millones de dólares, terminando en séptimo lugar en la taquilla. El siguiente fin de semana cayó un 44%, a $3.9 millones, finalizando en el puesto 11. En su tercera semana de amplio lanzamiento, la película recaudó $1.7 millones, terminando en el lugar #19.

## Premios y nominaciones
| Premios                                        | Fecha de la ceremonia   | Categoría                                  | Nominados                                       | Resultado | Ref.          |
| ---------------------------------------------- | ----------------------- | ------------------------------------------ | ----------------------------------------------- | --------- | ------------- |
| AARP's Movies for Grownups Awards              | 5 de febrero de 2018    | Mejor guionista                            | Aaron Sorkin                                    | Ganador   | [ 33 ]        |
| Academy Awards                                 | 4 de marzo de 2018      | Mejor guion adaptado                       | Aaron Sorkin                                    | Nom       | [ 34 ]        |
| Alliance of Women Film Journalists             | 9 de enero de 2018      | Mejor guion adaptado                       | Aaron Sorkin                                    | Nom       | [ 35 ]        |
| American Cinema Editors                        | 26 de enero de 2018     | Mejor largometraje editado – Dramático     | Alan Baumgarten, Elliot Graham y Josh Schaeffer | Nom       | [ 36 ]        |
| British Academy Film Awards                    | 18 de febrero de 2018   | Mejor guion adaptado                       | Aaron Sorkin                                    | Pendiente | [ 37 ]        |
| Critics' Choice Movie Awards                   | 11 de enero de 2018     | Mejor Actriz                               | Jessica Chastain                                | Nom       | [ 38 ]        |
| Critics' Choice Movie Awards                   | 11 de enero de 2018     | Mejor guion adaptado                       | Aaron Sorkin                                    | Nom       | [ 38 ]        |
| Denver International Film Festival             | 13 de noviembre de 2017 | Career Achievement Award                   | Aaron Sorkin                                    | Ganador   | [ 39 ]        |
| Detroit Film Critics Society                   | 7 de diciembre de 2017  | Mejor Actriz                               | Jessica Chastain                                | Nom       | [ 40 ]        |
| Florida Film Critics Circle                    | 23 de diciembre de 2017 | Mejor guion – Adaptado                     | Aaron Sorkin                                    | Nom       | [ 41 ] [ 42 ] |
| Georgia Film Critics Association               | 12 de enero de 2018     | Mejor Actriz                               | Jessica Chastain                                | Nom       | [ 43 ]        |
| Georgia Film Critics Association               | 12 de enero de 2018     | Mejor guion adaptado                       | Aaron Sorkin                                    | Nom       | [ 43 ]        |
| Golden Globe Awards                            | 7 de enero de 2018      | Best Actress in a Motion Picture - Drama   | Jessica Chastain                                | Nom       | [ 5 ]         |
| Golden Globe Awards                            | 7 de enero de 2018      | Best Screenplay                            | Aaron Sorkin                                    | Nom       | [ 5 ]         |
| Mill Valley Film Festival                      | 17 de octubre de 2017   | Audience Favorite U.S. Cinema – Gold Award | Molly's Game                                    | Ganadora  | [ 44 ]        |
| Palm Springs International Film Festival       | 2 de enero de 2018      | Chairman's Award                           | Jessica Chastain                                | Ganadora  | [ 45 ]        |
| Producers Guild of America Awards              | 20 de enero de 2018     | Best Theatrical Motion Picture             | Mark Gordon, Amy Pascal & Matt Jackson          | Nom       | [ 46 ]        |
| San Francisco Film Critics Circle              | 10 de diciembre de 2017 | Best Adapted Screenplay                    | Aaron Sorkin                                    | Nom       | [ 47 ]        |
| Satellite Awards                               | 10 de febrero de 2018   | Best Actress                               | Jessica Chastain                                | Pendiente | [ 48 ]        |
| Satellite Awards                               | 10 de febrero de 2018   | Best Adapted Screenplay                    | Aaron Sorkin                                    | Pendiente | [ 48 ]        |
| USC Scripter Awards                            | 10 de febrero de 2018   | Best Screenplay                            | Aaron Sorkin and Molly Bloom                    | Pendiente | [ 49 ]        |
| Washington D. C. Area Film Critics Association | 8 de diciembre de 2017  | Best Adapted Screenplay                    | Aaron Sorkin                                    | Nom       | [ 50 ]        |
| Writers Guild of America Awards                | 11 de febrero de 2018   | Best Adapted Screenplay                    | Aaron Sorkin                                    | Pendiente | [ 7 ]         |
| Zurich Film Festival                           | 4 de octubre de 2017    | Career Achievement Award                   | Aaron Sorkin                                    | Ganador   | [ 51 ]        |